# قائمة المناطق المحمية في دولة الإمارات العربية المتحدة
تعتبر المحميات الطبيعية في دولة الإمارات مساحات جغرافية محددة ومخصصة تدار من خلال الوسائل القانونية لتحقيق الحفظ طويل الأجل للطبيعة، ويصدر بتحديدها قرار من مجلس الوزراء، بناءً على اقتراح من الوزارة بهدف صون مجتمعات الأنواع القابلة للبقاء في البيئات الطبيعية وتشجيع إعادة الأنواع المهددة إلى أوضاعها الطبيعية وغيرها.
تزايد الاهتمام بالمحميات الطبيعية في دولة الإمارات بشكل مُطرد، حيث ارتفع عدد المحميات الطبيعية المُعلنة في الدولة من 44 محمية خلال عام 2019 إلى 49 محمية في عام 2020، وقد شهد عدد المحميات الطبيعية خلال عام واحد، زيادة بمقدار 5 محميات في إمارة الشارقة، كما قامت إمارة أبوظبي بزيادة مساحة محمية الدلفاوية الطبيعية بما يقارب 45 كيلو متر مربع تزخر بالتنوع البيولوجي. تمثل المحميات 15.53% من إجمالي مساحة الدولة وتنقسم هذه المحميات الطبيعية إلى 16 محمية بحرية تمثل نحو%12.01 من المناطق البحرية والساحلية و33 محمية برية تمثل 18.4% من المناطق البرية في الدولة.

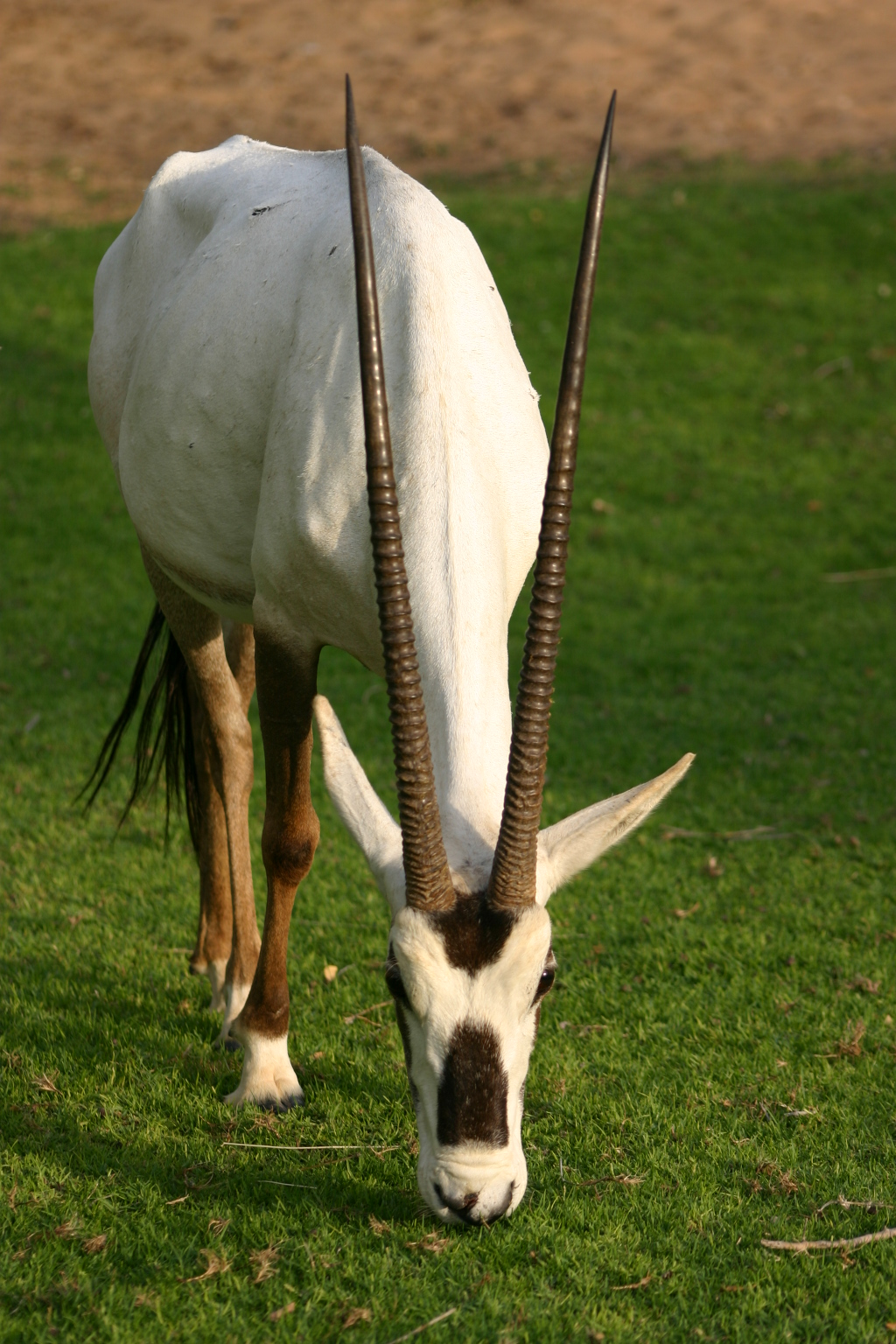
حيوان المها

## القوانين والتشريعات
صدرت العديد من القوانين في دولة الإمارت لحماية البيئة من أهمها:
- القانون الاتحادي رقم (24) لعام 1999، بشأن حماية البيئة وتنميتها في الدولة.[7]
- القانون الاتحادي رقم (11) لعام 2002 في شأن مراقبة وتنظيم الاتجار بأنواع الحيوانات والنباتات المهددة بالانقراض.
- القانون الاتحادي رقم (9) لعام 1983 بحظر صيد وجمع وقتل الحيوانات البرية.[8]
- القانون رقم 23 لعام 1999 باستغلال وحماية وتنمية الثروات المائية الحية في دولة الامارات العربية المتحدة.
- القانون رقم 24 لعام 1999 بحماية البيئة وتنميتها.

أما على مستوى إمارة دبي فقد صدرت المراسيم التالية:
- القانون المحلي رقم 11 لعام 2003 بشان إنشاء المحميات الطبيعية في إمارة دبي .
- الأمر المحلي رقم 61 لعام 1991 ( أنظمة حماية البيئة في إمارة دبي ولائحته التنفيذية).
- الأمر المحلي رقم 2 لعام 1998 (بشأن اعتماد بعض المناطق محميات طبيعية إمارة دبي).
- المرسوم رقم 22 لعام 2014 (بإنشاء محميات طبيعية في إمارة دبي) .

## القائمة

### المحميات المعلنة رسميًا
وهي المحميات التي تم إعلانها رسمياً من خلال مرسوم أو بقرار من السلطة المحلية المختصة في الإمارة.
| #  | الاسم                          | المدينة    | النوع                | سنة التأسيس | المساحة             | ملاحظات |
| -- | ------------------------------ | ---------- | -------------------- | ----------- | ------------------- | --- |
| 1  | محمية الحبارى                  | أبوظبي     | محمية برية           |             |                     | أول محمية أطلقت فيها طيور الحبارى، دخول المحمية بحاجة إلى تصريح أمني. |
| 2  | محمية المرزوم (الغضا)          | أبوظبي     |                      |             | 200 كم مربع         | |
| 3  | محمية قصر السراب               | أبوظبي     | محمية برية - صحراوية |             | 308 كم مربع         | تضم أكثر من 30 نوعاً من الطيور و13 نوعاً من الزواحف و 10 أنواع من الثدييات، بما في ذلك المها العربي الذي أعيد من حافة الانقراض وتم إعادة توطينه بنجاح في البرية. |
| 4  | محمية المها العربي الطبيعية    | أبوظبي     |                      |             |                     | دخول المحمية بحاجة إلى تصريح أمني. |
| 5  | محمية الوثبة للأراضي الرطبة    | أبوظبي     | أراضي رطبة           |             |                     | مدرجة ضمن قائمة رامسار منذ عام 2013. أنشأها الشيخ زايد بن سلطان آل نهيان، حيث كان هذا أول مكان يخصص للحماية قانونياً في الإمارة. في عام 2018، أدرجها الاتحاد الدولي لحماية الطبيعة والموارد الطبيعية في قائمته الخضراء للمناطق المحمية ومناطق المحافظة على الطبيعة في العالم. |
| 6  | محمية مروّح البحرية             | أبوظبي     | محمية بحرية          | 2001        | 4255 كم 2           | اعتمدت ضمن شبكة منظمة الأمم المتحدة للتربية والعلوم والثقافة «اليونسكو» لبرنامج الإنسان والمحيط الحيوي. تعتبر موطناً لثاني أكبر تجمع لأبقار البحر في العالم. |
| 7  | محمية الياسات البحرية          | أبوظبي     | محمية بحرية          |             |                     | |
| 8  | محمية بو السياييف              | أبوظبي     | أراضي رطبة           |             |                     | تضم مجموعة من الموائل المناسبة لطيور النحام الكبير (الفلامنجو). |
| 9  | متـنـزه السعديات البحري الوطني | أبوظبي     | محمية بحرية          |             | 59 كم 2             | يتميز بوفرة الحياة البحرية مثل سلاحف منقار الصقر المهددة بالانقراض. |
| 10 | محمية القرم الشرقي             | أبوظبي     | محمية بحرية          |             |                     | |
| 11 | محمية رأس غناضة                | أبوظبي     | محمية بحرية          |             | 55 كم 2             | تضم تجمعات كبيرة جدا من الشعب المرجانية. تشكل 40% من الشعب المرجانية في الخليج العربي. |
| 12 | محمية رأس الخور للحياة الفطرية | دبي        | محمية برية           | 1998        | 10.13 كم مربع       | مدرجة ضمن قائمة رامسار. |
| 13 | محمية المرموم الصحراوية        | دبي        | محمية برية           | 2014        | 949.35 كيلومتر مربع | |
| 14 | محمية جبل علي للحياة الفطرية   | دبي        | محمية بحرية          | 1998        | 75.2 كيلومتر مربع   | أدرجت محمية جبل علي في قائمة الأراضي الرطبة ذات الأهمية الدولية وفقاً لمعاهدة رامسار في عام 2018؛ نظراً لتميزها بتنوع بيولوجي فريد، |
| 15 | محمية حتا الجبلية              | دبي        | محمية برية           | 2014        | 21.56 كيلومتر مربع  | |
| 16 | محمية غاف نزوى                 | دبي        | محمية برية           | 2014        | 0.13 كيلومتر مربع   | |
| 17 | محمية جبل نزوى                 | دبي        | محمية برية           | 2014        | 0.48 كيلومتر مربع   | |
| 18 | محمية دبي الصحراوية (المها)    | دبي        | محمية برية           | 2014        | 225.9 كيلومتر مربع  | |
| 19 | محمية الوحوش الصحراوية         | دبي        | محمية برية           | 2014        | 15.06 كيلومتر مربع  | |
| 20 | محمية جزيرة صير بونعير         | الشارقة    | محمية بحرية          | 2000        |                     | مدرجة ضمن قائمة رامسار |
| 21 | محمية أشجار القرم والحفية      | الشارقة    | محمية بحرية          |             |                     | مدرجة ضمن قائمة رامسار |
| 22 | محمية واسط الطبيعية            | الشارقة    | محمية برية           |             |                     | |
| 23 | محمية الظليمة                  | الشارقة    | محمية برية           |             |                     | |
| 24 | محمية البرّدي                   | الشارقة    | محمية برية           |             |                     | |
| 25 | محمية حزام غابات المنتثر       | الشارقة    | محمية برية           |             |                     | |
| 26 | محمية مليحة                    | الشارقة    | محمية برية           |             |                     | |
| 27 | محمية الفاية                   | الشارقة    | محمية برية           |             |                     | |
| 28 | محمية لمدينة                   | الشارقة    | محمية برية           |             |                     | |
| 29 | منتزه وادي الوريعة الوطني      | الفجيرة    | محمية برية           | 2009        | 220 كم مربع         | مدرجة ضمن قائمة رامسار |
| 30 | محمية جزيرة الطيور             | الفجيرة    | محمية بحرية          |             |                     | |
| 31 | محمية البدية                   | الفجيرة    | محمية بحرية          | 1995        |                     | [ 19 ] |
| 32 | محمية العقة                    | الفجيرة    | محمية بحرية          | 1995        |                     | |
| 33 | محمية ضدنا                     | الفجيرة    | محمية بحرية          | 1995        |                     | |
| 34 | محمية النسيم البرية            | عجمان      | محمية برية           |             |                     | |
| 35 | محمية الزورا البحرية           | عجمان      | محمية بحرية          |             | 3 آلاف هكتار        | مدرجة ضمن قائمة رامسار منذعام 2017 و تضم أكثر من 60 نوعاً من الطيور، بما في ذلك أعداد كبيرة من طيور النحام الكبير (الفلامنجو)، وطيور أبي ملعقة بالإضافة إلى طيور النورس والخرشنة ومالك الحزين                                                                                 |
| 36 | محمية خور المزاحمي             | رأس الخيمة | محمية بحرية          | 2018        | 3 كيلومتر مربع      | تعد من مناطق تعشيش وتغذية السلاحف الخضراء المهددة بالانقراض. |

### المحميات غير المعلنة
هي المحميات التي تم اقتراحها ولم يصدر فيها مرسوم على أنها محمية طبيعية.
| #  | الاسم                         | المدينة | النوع       | سنة التأسيس | المساحة  | ملاحظات                                                  |
| -- | ----------------------------- | ------- | ----------- | ----------- | -------- | -------------------------------------------------------- |
| 1  | جزيرة زركوه                   | أبوظبي  |             |             |          |                                                          |
| 2  | محمية المها الطبيعية          | دبي     |             |             | 2.3 كم 2 | أنشئت في العام 2001                                      |
| 3  | محمية الحفية                  | الفجيرة |             |             |          |                                                          |
| 4  | احفرة                         | الفجيرة |             |             |          |                                                          |
| 5  | زكت                           | الفجيرة |             |             |          |                                                          |
| 6  | الغوب                         | الفجيرة |             |             |          |                                                          |
| 7  | محمية البدنة                  | الفجيرة | محمية بحرية |             |          |                                                          |
| 8  | محمية الفقيت                  | الفجيرة | محمية بحرية |             |          |                                                          |
| 9  | محمية ند الشبا الطبيعية       | دبي     | محمية برية  |             |          |                                                          |
| 10 | محمية الخوانيج الطبيعية       | دبي     | محمية برية  |             |          |                                                          |
| 11 | محمية العوير الطبيعية         | دبي     | محمية برية  | 1998        |          |                                                          |
| 12 | المنطقة العازلة لحديقة المشرف | دبي     | محمية برية  |             |          |                                                          |
| 13 | جزيرة أرزنة                   | أبوظبي  | محمية طيور  |             |          |                                                          |
| 14 | جزيرة قرنين (جرنين)           | أبوظبي  | محمية طيور  |             |          |                                                          |
| 15 | جزيرة صير بني ياس             | أبوظبي  |             |             |          |                                                          |
| 16 | محمية متنزه جبل حفيت الوطني   | أبوظبي  | محمية جبلية |             |          | تعتبر موطناً لأنواع نادرة مثل الطهر العربي والنخيل القزم. |
| 17 | محمية يو الدبسا               | أبوظبي  |             |             |          |                                                          |
| 18 | محمية بدع هزاع                | أبوظبي  |             |             |          |                                                          |
| 19 | محمية برقا الصقور             | أبوظبي  |             |             |          |                                                          |
| 20 | محمية الطوي                   | أبوظبي  |             |             | 46 كم 2  |                                                          |
| 21 | محمية شنوف                    | الشارقة |             |             |          |                                                          |
| 22 | محمية كثبان الوثبة الأحفورية  | أبوظبي  |             |             |          |                                                          |
| 23 | محمية بدع هزاع الطبيعية       | أبوظبي  |             |             |          |                                                          |
| 24 | محمية مسند                    | الشارقة |             |             |          |                                                          |
| 25 | محمية وادي الحلو              | الشارقة |             |             |          |                                                          |
| 26 | محمية وادي قرحة               | الشارقة |             |             |          |                                                          |